# CDIO
Đề xướng CDIO hay sáng kiến CDIO là cụm chữ viết tắt của cụm từ tiếng Anh Conceive Design Implement Operate, nghĩa là: Hình thành ý tưởng, thiết kế, thực hiện và vận hành. Sáng kiến CDIO là một khuôn khổ giáo dục nhấn mạnh các nguyên tắc cơ bản về kỹ thuật được đặt trong bối cảnh hình thành ý tưởng, thiết kế, thực hiện và vận hành các sản phẩm và hệ thống đời thực. Trên khắp thế giới, các cộng tác viên của Sáng kiến CDIO đã chấp nhận CDIO là khuôn khổ cho việc lập các kế hoạch ngoại khóa và đánh giá dựa trên kết quả. Phương pháp CDIO sử dụng các công cụ học tập chủ động, chẳng hạn như các dự án theo nhóm và học tập dựa trên vấn đề, để trang bị tốt hơn cho sinh viên kỹ thuật những kiến thức về kỹ thuật cũng như các kỹ năng giao tiếp và các kỹ năng chuyên môn. Ngoài ra, Sáng kiến CDIO cung cấp tài nguyên cho các giảng viên của các trường đại học thành viên nhằm cải thiện khả năng giảng dạy của họ.

## Khái niệm
Khái niệm CDIO ban đầu được hình thành tại Viện Công nghệ Massachusetts cuối những năm 1990. Năm 2000, MIT hợp tác với ba trường đại học ở Thụy Điển Chalmers University of Technology, Đại học Linköping và Royal Institute of Technology chính thức thành lập Sáng kiến CDIO. Điều này đã trở thành một sự hợp tác quốc tế và khuôn khổ giáo dục ấy được các trường đại học trên khắp thế giới áp dụng.
Các cộng tác viên CDIO nhận ra rằng giáo dục kỹ thuật được thu nhận trong một thời gian dài và trong nhiều cơ sở khác nhau, và các nhà giáo dục theo sáng kiến giáo dục này có thể học hỏi từ thực tiễn ở những nơi khác. Do đó, mạng lưới CDIO luôn chào đón các thành viên trong nhiều tổ chức khác nhau, từ các trường đại học được quốc tế đánh giá cao về nghiên cứu đến các trường cao đẳng địa phương chuyên cung cấp cho sinh viên nền tảng ban đầu về kỹ thuật.
Các cộng tác viên duy trì một cuộc đối thoại về những gì hiệu quả và những gì không và tiếp tục hoàn thiện dự án. Việc xác định các thành viên thêm vào là một quá trình chọn lọc do Hội đồng quản lý bao gồm các thành viên ban đầu và những người chấp nhận ban đầu.
Giáo trình sửa đổi CDIO bao gồm bốn phần:
1. Kiến thức kỷ luật và lý luận
2. Các đặc tính và kỹ năng cá nhân và chuyên ngành
3. Kỹ năng liên nhân: làm việc nhóm và giao tiếp
4. Hình thành ý tưởng, thiết kế, thực hiện và vận hành các hệ thống trong bối cảnh doanh nghiệp, xã hội và môi trường

## Thành viên
Các học viện sau đây tuân theo sáng kiến CDIO:
| Australia - Chisholm Institute, Centre for Integrated Engineering & Science - Curtin University - Queensland University of Technology - RMIT University - University of Sydney - University of the Sunshine Coast Brasil - Centro Universitário Salesiano de São Paulo (UNISAL) - Instituto Militar de Engenharia - Centro Universitário do Estado do Pará - CESUPA Bỉ - Hogeschool Gent - Group T - International University College Leuven Canada - École Polytechnique de Montréal - Queen's University, Ontario - Sheridan College - University of Calgary - University of Manitoba Chile - Catholic University of the Holy Conception - University of Chile - University of Los Lagos - University of Santiago, Chile Trung Quốc - Beijing Institute of Petrochemical Technology - Beijing Jiaotong University - Chengdu University of Information Technology - Shantou University - Suzhou Industrial Park Institute of Vocational Technology - Tsinghua University - University of Electronic Science and Technology of China - Yanshan University Colombia - ICESI University - National University of Colombia - Pontifical Xavierian University - University of Antioquia - University of Santo Tomas - University of Quindío Đan Mạch - Aalborg University - Aarhus University - Technical University of Denmark Phần Lan - Lahti University of Applied Sciences - Lapland University of Applied Sciences - Metropolia University of Applied Sciences - Novia University of Applied Sciences - Savonia University of Applied Sciences - Seinäjoki University of Applied Sciences - Tampere University of Applied Sciences - Turku University of Applied Sciences - University of Turku Pháp - École Supérieure d'Informatique du CESI - IMT Atlantique (formerly Telecom Bretagne) Đức - Ernst-Abbe-Hochschule Jena - Hochschule Wismar, University of Applied Sciences Technology, Business and Design - RWTH Aachen University Honduras - Universidad Tecnológica Centroamericana UNITEC Iceland - Reykjavík University Ấn Độ - Vel Tech University Ireland - Trinity College, Dublin - University of Limerick Israel - Afeka Tel Aviv Academic College of Engineering - SCE Shamoon College of Engineering Italy - Politecnico di Milano Nhật Bản - Hokkaido Information University - Kanazawa Institute of Technology - Kanazawa Technical College - National Institute of Technology, Kisarazu College Malaysia - Ungku Omar Polytechnic - Ibrahim Sultan Polytechnic - Taylor's University - Universiti Teknologi MARA Mông Cổ - Mongolian University of Science and Technology Hà Lan - Hague University of Applied Science - Faculty of Aerospace Engineering, Delft University of Technology - University of Twente New Zealand - University of Auckland | Na Uy - Norwegian University of Science and Technology - Østfold University College Philippines - Bulacan State University - University of Science and Technology of Southern Philippines Ba Lan - Gdańsk University of Technology Bồ Đào Nha - Instituto Superior de Engenharia do Porto Nga - Astrakhan State University - Bauman Moscow State Technical University - Cherepovets State University - Don State Technical University - Kazan Federal University - Moscow Aviation Institute - Moscow Institute of Physics and Technology - National Research Nuclear University MEPhI - North-Eastern Federal University - Orel State University - Saint Petersburg State University of Aerospace Instrumentation - Siberian Federal University - Skolkovo Institute of Science and Technology - Tomsk Polytechnic University - Tomsk State University of Control Systems and Radioelectronics - Ural Federal University Singapore - Nanyang Polytechnic - Singapore Polytechnic Nam Phi - University of Johannesburg - University of Pretoria Hàn Quốc - Inje University Tây Ban Nha - Universitat Politecnica de Catalunya - Technical University of Madrid Thụy Điển - Blekinge Institute of Technology - Chalmers University of Technology - Jönköping School of Engineering - Kristianstad University - Linköping University - Linnaeus University - Luleå University of Technology - Royal Institute of Technology - Umeå Institute of Technology - University of Skövde - University West Đài Loan - Feng Chia University Thái Lan - Chulalongkorn University (Faculty of Engineering) - Rajamangala University of Technology Thanyaburi Tunisia - École supérieure privée d'ingénierie et de technologie Vương quốc Anh - Anh - Aston University - Lancaster University - University of Bristol - University of Chichester - University of Leeds - University of Leicester - University of Liverpool - Scotland - University of Strathclyde - Northern Ireland - Queen's University Belfast - South Eastern Regional College - Ulster University Hoa Kỳ - Arizona State University - California State University, Northridge - Duke University - Embry-Riddle Aeronautical University - Massachusetts Institute of Technology - Naval Postgraduate School - Pennsylvania State University - Stanford University - U.S. Naval Academy - University of Arkansas - University of Colorado - University of Michigan - University of Notre Dame-College of Engineering Việt Nam - Đại học Đà Lạt - Đại học Duy Tân - Đại học Quốc gia Thành phố Hồ Chí Minh - Đại học Vinh |

## Văn học
CDIO hiện có hai quyển sách hướng dẫn: Rethinking Engineering Education và Think Like an Engineer.